# Гримак Ірина Ярославівна
Ірина Ярославівна Гримак (нар. 20 березня 1981, Львів, УРСР) — перша жінка-голова Львівської обласної ради з 1 грудня 2020 року до 6 квітня 2023 року. Депутатка Львівської облради від партії «Європейська солідарність», засновниця благодійного фонду Ірини Гримак «Львівщина» та ГО «Успішна Львівщина», експерт з питань розвитку територіальних громад.

## Освіта
2007-2010 — Львівський регіональний інститут державного управління НАДУ при Президентові України, державне управління, магістр державного управління.
2008-2009 — Львівський національний аграрний університет, землевпорядкування і кадастр, спеціалістка із землевпорядкування й кадастру
1999 — 2004 — Львівська комерційна академія (нині — Львівський торговельно-економічний університет), спеціальність «торгівля», бакалавр з торгівлі.
1996 — 1999 — Львівський кооперативний коледж економіки і права.

## Кар'єра
2023 — засновниця, голова благодійного фонду «Львівщина».
2020-2023 — голова Львівської обласної ради.
2020 — заступниця директора навчального науково-виробничого комплексу «Електрон»
2019—2020 — заступниця директора Товариства з обмеженою відповідальністю «Будівельна компанія «Лазурит», Львів.
2018-2019 — членкиня Наглядової ради у компанії «Еко Дім»
2015-2018 року — заступниця голови Львівської обласної державної адміністрації.
2013 — 2015 року — голова Залізничної районної адміністрації Львівської міської ради.
2013 — заступниця голови з питань ЖКГ Шевченківської районної адміністрації Львівської міської ради, заступниця голови з питань ЖКГ Залізничної районної адміністрації Львівської міської ради, заступниця голови з соціально-економічних та гуманітарних питань Галицької районної адміністрації Львівської міської ради.
2007-2013 — заступниця начальника Управління природних ресурсів та регулювання земельних відносин Департаменту містобудування Львівської міської ради
2004 — 2007 — головна спеціалістка відділу оперативного контролю за надходженням коштів, начальниця відділу викупу земель, начальниця відділу ринку землі Управління природних ресурсів та регулювання земельних відносин Львівської міської ради.
2000 — 2004 — спеціалістка 1-ї категорії, провідна спеціалістка відділу плати за землю, провідна спеціалістка відділу ринку землі управління земельних ресурсів Львівської міської ради.
.

## Громадська робота
У 2023 році Ірина Гримак створила благодійний фонд "Львівщина", який працює у напрямках: допомога фронту, розвиток громад, соціальні ініціативи, екологія і курортний потенціал та інвестиції. 
Зокрема, фонд передав у всі школи Львівщини підручник з національно-патріотичного виховання філологині Феодосії Колесник "Говори українською, бо живеш на своїй землі". У травні 2023 р. Фонд був співорганізатором Західноукраїнського екофоруму. 6 грудня у місті Турка Самбірського району фонд відкрив Центр героїв, який надає безкоштовні юридичні, психологічні та інші консультації демобілізованим.

## Політична діяльність
У 2020 році вступила до партії «Європейська солідарність» та стала депутатом Львівської обласної ради. У 2020-2023 роках працювала головою Львівської обласної ради. На цій посаді запровадила Конкурс проєктів регіонального розвитку, створила «Центр соціальної підтримки дітей та сімей». Відстоювала пільги учасникам бойових дій, розрив угод оренди земельних ділянок з УПЦ МП та повернення виплат військовослужбовцям у сумі 30 000 гривень.
Ірина Гримак підтримувала культурні установи області: заповідник «Тустань», музей Івана Франка у Львові та Заповідник «Нагуєвичі» (батьківщина Франка). 
За час головування Ірини Гримак Львівська обласна рада декілька разів очолювала рейтинг відкритості обласних рад який проводить рух «Чесно» 
6 квітня Ірина Гримак, як голова Львівської обласної ради, згідно з законом, представила на сесії звіт про свою діяльність на посаді Голови Львівської обласної ради за 2021-2022 роки. Депутати таємним голосуванням визнали звіт незадовільним. Рішення про відсторонення та висловлення недовіри не приймалось. Однак Ірина Гримак достроково склала повноваження.

## Родина
Виховує сина.